# خبيب بن عبد الله بن الزبير
خُبيب بن عبد الله بن الزبير تابعي وأحد رواة الحديث النبوي، وأبوه الخليفة والصحابي عبد الله بن الزبير، وجده هو حواري النبي محمد الزبير بن العوام.

## سيرته
ينتمي خبيب إلى بيت من سادات المسلمين في عصر صدر الإسلام، فأبوه الخليفة والصحابي عبد الله بن الزبير، وهو أكبر أولاده، وأمه تماضر بنت منظور بن زبان بن سيار الفزاري، وجده لأبيه الزبير بن العوام حواري النبي محمد، وابن عمته صفية، وجدته لأبيه أسماء بنت أبي بكر أخت أم المؤمنين عائشة بنت أبي بكر، وابنة الخليفة الأول أبي بكر الصديق، وإخوته ثابت وعباد وعامر وعمر وموسى من رواة الحديث، وكان له من الولد الزبير، إلا أن عقبه انقطع.
كان خبيب بن عبد الله عالمًا ناسكًا، وكان طويل الصلاة قليل الكلام، عالمًا بنسب قريش. في سنة 93 هـ، بلغ الخليفة الأموي الوليد بن عبد الملك عنه أحاديث كرهها، فكتب إلى عامله على المدينة المنورة عمر بن عبد العزيز يأمره بجلده مائة سوط، وبحبسه. فجلده عمر مائة سوط، ثم أخرجه من السجن حين اشتد وجعه، ومات من أثر ذلك. فاسترجع عمر، واستعفى من ولاية المدينة، وامتنع من الولاية، وندم على ذلك. ولما استخلف عمر، قسم في آل عبد الله بن الزبير مالاً، فقال الناس: دية خبيب.

## روايته للحديث النبوي
- روى عن: أبيه عبد الله بن الزبير وكعب الأحبار وأم المؤمنين عائشة بنت أبي بكر.[2]

- روى عنه: ابنه الزبير بن خبيب وسليمان بن عطاء وعثمان بن حكيم وابن شهاب الزهري ويحيى بن عبد الله بن مالك ويعلى بن عقبة.[2]

- الجرح والتعديل: روى له النسائي في سننه حديثًا واحدًا، وقد ذكره ابن حبان في كتابه «الثقات».[2]